# طبل الأشباح
طبل الأشباح هي رواية من الأدب الفنتازي للأطفال من تأليف سوزان برايس، نُشرت عن طريق دار فابر عام 1987، وهي أول كتاب في ثلاثية عالم الأشباح من 1987 إلى 1995. تُعد حكاية خرافية أصلية تستلهم عناصرها من التاريخ الروسي والتراث شعبي روسي. وكما هو الحال في كثير من الحكايات التقليدية، فهي مليئة بـالقسوة، والعنف، والموت المفاجئ.
فازت برايس بميدالية كارنيغي السنوية التي تمنحها جمعية المكتبات، تقديرًا لأفضل كتاب أطفال بريطاني نُشر في ذلك العام.
نشرت دار فرار وستراوس وجيرو نسخة أمريكية من الرواية خلال نفس العام، بعنوان طبل الأشباح: حكاية قطة. وأُعيد إصدار طبل الأشباح كإحدى كلاسيكيات اليافعين من قِبل دار فابر في عام 2024.

## ملخص الرواية
تُقدَّم الرواية كحكاية تُروى على لسان أكثر القطط علمًا. في البداية، وفي مقدمة كل فصل، يقدم هذا القط المشاهد والشخصيات. وفي النهاية، يطلب من المستمع أو القارئ أن ينقل الحكاية لغيره، حتى تشق طريقها عائدةً إليّ، راكبةً على لسان شخص آخر.
تقوم امرأة مستعبدة بإعطاء ابنتها الوليدة لساحرة عجوز لتقوم بتربيتها كـامرأة ذات قوة. تعلّم الساحرةُ الفتاةَ، وتُدعى تشينغيس، كلَّ حكمتها الغامضة، بما في ذلك استخدام طبل الأشباح الشاماني. وبواسطة هذا الطبل، تتمكن تشينغيس من دخول عوالم متعددة، من بينها عالم الأشباح، وهو أرض الموتى. وعندما تُكمل تشينغيس فترة تدريبها، تأتي الساحرات من كل مكان لتهنئتها، لكن الشامان كوزما يشعر بالحسد والخوف من قدرتها على العظمة.
القيصر غيدون، وهو أحدث حلقة في سلسلة طويلة من الحكّام القساة، يتزوّج بناءً على نصيحة مستشاريه، لكنه كان يخشى بشدة أن يُطاح به على يد ابنه. لذا، يسجن زوجته الحامل فريدة في غرفة بلا نوافذ تقع في أعلى برج في القصر. وعندما تموت أثناء الولادة، يأمر بألّا يغادر ابنه، القيصرِفيتش صفا، تلك الغرفة أبدًا. تتولى المربية ماريين تربية صفا في ذلك المكان، ولكن عندما يبدأ في التململ من سجنه، تجرؤ على الحديث إلى القيصر بشأنه، فيُحكم عليها بالإعدام وتُنفّذ العقوبة فورًا.
القيصر غيدون، وهو أحدث حلقة في سلسلة طويلة من الحكّام القساة، يتزوّج بناءً على نصيحة مستشاريه، لكنه كان يخشى بشدة أن يُطاح به على يد ابنه. لذا، يسجن زوجته الحامل فريدة في غرفة بلا نوافذ تقع في أعلى برج في القصر. وعندما تموت أثناء الولادة، يأمر بألّا يغادر ابنه، القيصرِفيتش صفا، تلك الغرفة أبدًا. تتولى المربية ماريين تربية صفا في ذلك المكان، ولكن عندما يبدأ في التململ من سجنه، تجرؤ على الحديث إلى القيصر بشأنه، فيُحكم عليها بالإعدام وتُنفّذ العقوبة فورًا.
يتمكّن كوزما، باستخدام معرفته الشامانية ضد تشينغيس، من قتلها وأسر صفا. ومع ذلك، تسعى تشينغيس في عالم الأشباح إلى الحصول على مساعدة مُعلّمتها، وكذلك ماريين وفريدة، لتعود إلى جسدها وتُهزم كوزما. تتلبّس الأرواح الأربعة جسد كوزما، وتقوم بالقضاء على مارغريتا، ثم تعود إلى عالم الأشباح في انتظار الولادة من جديد.

## الشخصيات
- قطة متعلمة، راوية القصص ومغنية الأغاني، وهي الساردة.
- تشينغيس، ساحرة أو شامان شابة.
- والدة تشينغيس، كانت عبدة.
- ساحرة عجوز، أمّ تشينغيس بالتبني ومرشدتها.
- كوزما، شامان غيور يعيش في أقصى الشمال.
- سافا، تساريفيتش ولي عهد القيصر.
- القيصر جيدون، والد سافا.
- الأميرة مارغريتا، أخت القيصر جيدون.
- فريدة، المعروفة أيضًا باسم القيصرة كاترينا، وهي والدة سافا.
- ماريين، مربية سافا.
- فانيا، أحد جنود القيصر.

## الموضوعات والعناصر المستوحاة من الفولكلور
تقارن الرواية بين القوة الروحية للشامان والقوة السياسية للقيصر. يتم تصوير السلطة المطلقة للقيصر وانتشار العبودية في البلاد كمصدر للشر. وتُظهر الرواية أن سلطة القيصر غير مستقرة؛ فرغم امتلاكه لسلطة الحياة والموت على الآخرين، إلا أنه محكوم بالخوف من فقدان عرشه. أما الشامان، فتعتمد قوته على المعرفة، ويُصوَّر على أنه يعيش حرًا، يسير غير مرئي، ولا يكاد يتأثر بالأذى.
يتم قلب الأدوار التقليدية في الحكايات الخرافية: فالأمير هو من يُسجن في برج عالٍ، والساحرة هي من تنقذه من الأميرة الشريرة.
القطة راوية الحكايات تظهر أيضًا في قصيدة بوشكين روسلان ولودميلا، والتي استند فيها إلى قصص شعبية سمعها في طفولته.
تُستخدم مصطلحات الساحرة والشامان بالتبادل في النص، وتُطلق على الرجال والنساء على حد سواء. يتمتع هؤلاء بقدرة على السفر إلى عوالم أخرى عبر الروح، ولديهم مواهب في الشفاء وقوى أخرى تستند إلى أنواع متعددة من السحر، مثل: سحر الأعشاب، سحر الكلمات، سحر الكتابة، وسحر الموسيقى. ويُظهرون مهارات مثل التنبؤ بالمستقبل، والقدرة على الاختفاء، وتغيير الشكل. أما الطبل المذكور في عنوان الرواية، فهو أداة شامانية شائعة، وقد وُسِم في هذه القصة بـ حروف أو رموز رونية تُمكّن الشامان من استجواب الطبل وطرح الأسئلة عليه بطريقة سحرية، على نحو مشابه لاستخدام مقياس الحقيقة في سلسلة مواده المظلمة.
تعيش كل من تشينغيس وكوزما في أكواخ لها أرجل دجاج، تمامًا كما في حكايات الساحرة الروسية المعروفة بابا ياجا.
تستطيع الأرواح الأربعة مغادرة عالم الأشباح لأنها لم تأكل أو تشرب أي شيء أثناء وجودها هناك، وهو تعبير عن معتقد شائع في الأساطير الغربية.

## الأهمية الأدبية والإستقبال
تت وصفت مجلة مكتبة المدرسة لغة الرواية بأنها غنائية وشعرية، وقالت إن سوزان برايس تنسج العديد من الموضوعات الفولكلورية الشائعة في قصة أصلية تجمع بين الحداثة الساحرة والألفة الغامضة. وعند إعادة إصدار الكتاب في عام 2024، وُصف بأنه جوهرة… بيضة فابرجيه في عالم الحكايات الخرافية.